# Príncipevävare
Príncipevävare (Ploceus princeps) är en fågel i familjen vävare inom ordningen tättingar.

## Utbredning och systematik
Fågeln förekommer enbart på ön Príncipe i Guineabukten. Den behandlas som monotypisk, det vill säga att den inte delas in i några underarter.

## Status
IUCN kategoriserar arten som livskraftig.